# Pedro José Ovalles
Pour les articles homonymes, voir Ovalles.
Pedro José Ovalles est l'une des huit paroisses civiles de la municipalité de Girardot, dans l'État d'Aragua au Venezuela. En 2007, la population estimée s'élève à 63 407 habitants. Sa capitale est Maracay, chef-lieu de la municipalité et capitale de l'État d'Aragua.

## Géographie

### Démographie
Pedro José Ovalles constitue l'une des paroisses urbaines de la ville de Maracay, capitale de l'État, dont elle abrite les quartiers du sud-est du centre, au bord du lac de Valencia Elle comporte notamment les quartiers suivants :
- Barrio Buenos Aires
- Barrio José Casanova Godoy
- Barrio José Gregorio Hernández
- Barrio Los Cocos
- Barrio Río Blanco I
- Barrio Río Blanco II
- Barrio Rómulo Gallegos
- Barrio San Carlos
- Barrio San Luis
- Barrio San Pedro Alejandrino
- Barrio San Rafael
- Urbanización Araguama Country
- Urbanización La Esmeralda
- Urbanización La Punta
- Urbanización Los Samanes
- Urbanización Mata Redonda
- Urbanización Palma Real
- Urbanización San Carlos

## Sources
- (es) Cet article est partiellement ou en totalité issu de l’article de Wikipédia en espagnol intitulé « Parroquia Pedro José Ovalles » (voir la liste des auteurs).